# Iván Cobo
Iván Cobo (El Astillero, 2 de janeiro de 2000) é um ciclista profissional espanhol.

## Trajetória
No ano 2015 foi campeão da Espanha cadete de ciclismo de estrada. Nos seguintes dois anos somou três medalhas de prata nos campeonatos da Espanha júnior. Em 2019, e com a equipa Gomur, participou em várias clássicas, vencendo na primeira etapa da Volta a Segovia, finalizando no sexto posto da classificação geral.
No final de 2019, a equipa Lizarte (seção aficionada da Kern Pharma) anunciou seu contrato para a temporada seguinte, junto a outras jovens promessas como Raúl García Pierna, Dylan Westley, Pablo Castrillo, Jon Gil, Mikel Retegi e Diego Uriarte. Antes da pandemia de doença por coronavirus estreia com a sua nova equipa na Copa da Espanha, nas provas de Dom Benito e o Troféu Guerrita. Depois da volta às competições, participou com a Kern Pharma na sua primeira corrida profissional, no Circuito de Guecho de 2020, onde foi o vencedor do prêmio da montanha. Em 21 de agosto conseguiu o terceiro posto no Campeonato da Espanha de Estrada sub-23.
Em 2021 foi campeão da Espanha Sub-23 depois de ganhar a prova em linha disputada em Alicante.